# Tzotzil
I maya tzotzil degli altopiani centrali del Chiapas, in Messico, sono un gruppo etnico di indios americani, discendenti diretti dei maya classici. 
Lo tzotzil, come il tzeltal e il ch'ol, discende dal protocho'ol parlato alla fine del periodo classico in siti come Palenque e Yaxchilán. Oggi, i più grandi comuni tzotzil sono San Juan Chamula e Zinacantán.
Negli anni ottanta Samuel Ruiz García, allora vescovo di San Cristóbal de Las Casas, dispose che ogni evangelizzatore dovesse imparare almeno una delle sette lingue indigene parlate in Chiapas. Egli parlava lo tzotzil e lo scelse come lingua sacra. In questa lingua tradusse la Bibbia.
Gli tzotzil furono per secoli usati dagli europei come schiavi per le piantagioni di caffè e zucchero.
Con il collasso dei prezzi del caffè negli anni 1980, è divenuto difficile per molti abitanti degli altopiani trovare un impiego duraturo. Recentemente, e sempre più, molti maya degli altopiani del Chiapas hanno iniziato a spostarsi in altre regioni del Messico e ad emigrare clandestinamente negli Stati Uniti.